# 東加奈子
東 加奈子（ひがし かなこ、1982年10月14日 - ）は、日本の女優、モデル。福岡県出身。ジャパン・ミュージックエンターテインメント（イー・コンセプト）所属。

## 人物
- 2013年春まで芸能事務所・ジャングルに所属していた。その後フリーでの活動を経て2014年11月より現事務所に移籍[2]。
- ライトブラウンの髪とダークブラウンの瞳が特徴。
- 趣味：映画鑑賞、読書、ショッピング。
- 特技：ジャズダンス、ピアノ。
- 女優活動：2009年（27歳ごろ）から女優としても活動し始め、若松孝二監督の『海燕ホテル・ブルー』にも出演した。
- 前事務所時代の同僚・笹川暢子[1]や、元Dreamの長谷部優[3]と仲が良い。
- 夫は建築家の中村拓志[4]。
- 2018年初頭に男児を出産[5][リンク切れ]。

## 出演

### 映画
- 千里眼 キネシクス・アイ（2009年、松岡圭祐監督）
- ブラック会社に勤めてるんだが、もう俺は限界かもしれない（2009年、佐藤祐市監督）
- GEIDAI#3 死んだらゲームをすればいい（2009年、西野真伊監督）
- 空気人形（2009年、アスミック・エース、是枝裕和監督）
- アンダーウェア・アフェア （2010年、岨手由貴子監督） - 主演
- 吉祥寺の朝日奈くん（2011年、アステア スローラーナー） - 三田 役
- モテキ（2011年、東宝） - カオリン 役
- さめざめ（2012年3月公開、星崎久美子監督）
- 海燕ホテル・ブルー（2012年3月公開）
- 踊る大捜査線 THE FINAL 新たなる希望（2012年9月7日公開、本広克行監督）
- カラスの親指（2012年11月23日公開、伊藤匡史監督）
- 舟を編む（2013年4月13日公開、石井裕也監督）
- バンクーバーの朝日（2014年12月20日公開、石井裕也監督）[2]
- アルビノの木（2016年7月16日公開、金子雅和監督）
- 春夏秋冬物語（2017年4月8日公開、園田俊郎監督）
- 新聞記者　（2019年公開、藤井道人監督）後藤さゆり役

### テレビドラマ
- キャットストリート（2008年、NHK）
- 警官の血（2009年、テレビ朝日）
- 絶対零度〜未解決事件特命捜査〜 第3話（2010年、フジテレビ） - 野坂 美里 役
- 土曜ワイド劇場「天才刑事・野呂盆六5 富山・宇奈月温泉復讐殺人!」（2010年6月12日、テレビ朝日）
- D×TOWN「心の音」（2012年8月10日 - 8月31日、テレビ東京） - 岸田涼子 役
- テレビ朝日開局55周年記念「黒澤明ドラマスペシャル 野良犬」（2013年1月19日、テレビ朝日）
- 東京ガードセンター 第10話（2014年6月12日、Dlife）
- オトナ女子（2015年10月15日 - 12月17日、フジテレビ） - 柳田玲子 役
- 模倣犯（2016年9月21日・22日、テレビ東京） - 香坂ミカコ 役
- コールドケース 〜真実の扉〜（2016年11月12日、WOWOW） - 小川理紗 役
- 緊急取調室 SECOND SEASON 第6話（2017年5月25日、テレビ朝日） - 白井茜 役
- ラジエーションハウス〜放射線科の診断レポート〜 特別編（2019年6月24日、フジテレビ） - 内田彩 役

### テレビ番組
- 100分de名著・「アラビアンナイト」（2013年11月、NHK Eテレ）
- しまじろうのわお!（2016年4月2日 - 、テレビせとうち）

### CM
- アラクス ノーシンピュア
- CXインフォマーシャル
- ローソン「ごはん亭」
- Vodafone 東芝902T
- ネスレ日本「エアロ」36D篇
- 新三共胃腸薬
- 第一三共ヘルスケア「パテックス フェルビナクシップ」
- ヤマサ醤油「昆布ポン酢」
- KONAMI 「メタルギアソリッド4」
- 三菱UFJニコス 「MUFGカード」
- バイトルドットコム
- キリンビバレッジ「潤る茶」
- NHKオンデマンド（CM）
- ロッテ 「ACUO POWDER」 （配達篇）
- ネスレアミューズ「頑張っているあなた　主婦」篇
- 花王 クイックルワイパー「教授が来ちゃう」篇
- 花王 クイックルワイパー「ふわふわキャッチャーシート」篇
- エムティーアイ ルナルナ「それぞれ」篇
- 味の素冷凍食品「エビのグラタン」篇
- リコー「縁の下の力もち」篇
- ネスレ日本 ネスレアミューズ「頑張っているあなた 主婦」篇
- ソフトバンクモバイル　白戸家「指名手配」篇
- 日本スポーツ振興センター　toto BIG「登場」篇
- エーザイ「チョコラBBハイパー」
- 江崎グリコ プリッツ 「青い鳥」篇

### 広告
- 東京ディズニーランド
- NTTドコモ「おさいふケータイ」カタログ
- ユニチカ「Lemony」2005春夏号カタログ
- ワコール「amphi」2005 Autum&Winter Collection カタログ
- 日本アジア航空

### ミュージックビデオ
- チャットモンチー「バースデーケーキの上を歩いて帰った」
- 鈴木羊「青い鳥」
- KANA-BOON「盛者必衰の理、お断り」